# Kaisergalerie

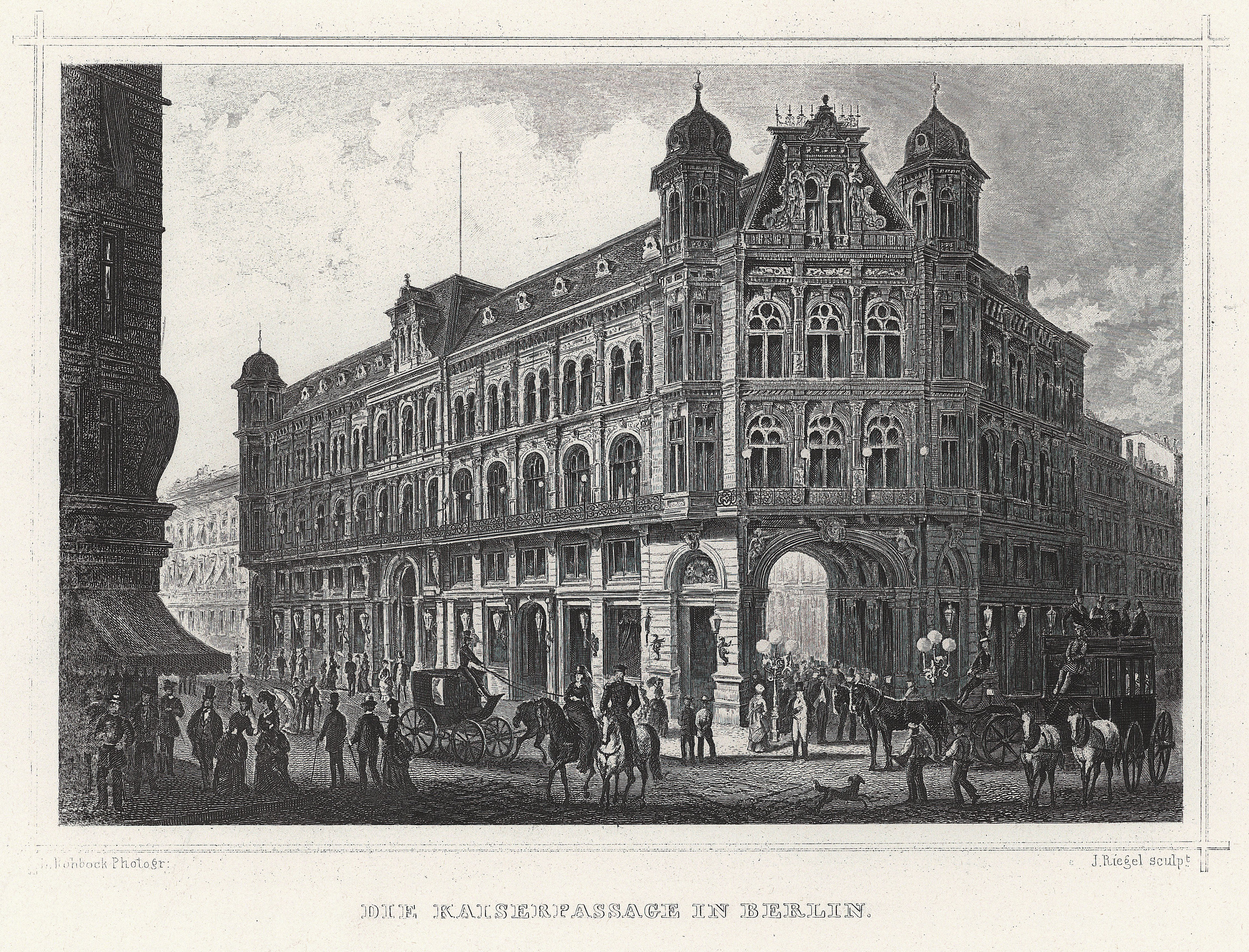
Straßenfassaden der Kaisergalerie in Berlin; rechts die Friedrichstraße nach Norden, links die Behrenstraße in Richtung Westen

Die am 22. März 1873, dem 76. Geburtstag Kaiser Wilhelms I., festlich eingeweihte Kaisergalerie war eine 130 Meter lange Passage und Teil eines dreigeschossigen Gebäudekomplexes im Berliner Ortsteil Mitte, der im Auftrag des Actien-Bauvereins ‚Passage‘ von den Architekten Walter Kyllmann und Adolf Heyden im Stil der Neorenaissance errichtet wurde. 

## Beschreibung und Geschichte
Die nach Art der großen Passagen in Paris und Brüssel konzipierte Ladenstraße führte vom Boulevard Unter den Linden in gebrochener Linie zur Friedrichstraße Ecke Behrenstraße. Der Durchgang half, das schmale Trottoir der Friedrichstraße zu entlasten, und kürzte den Weg von Süden her zum Brandenburger Tor ab.

Kopfbau der Kaisergalerie, 1874

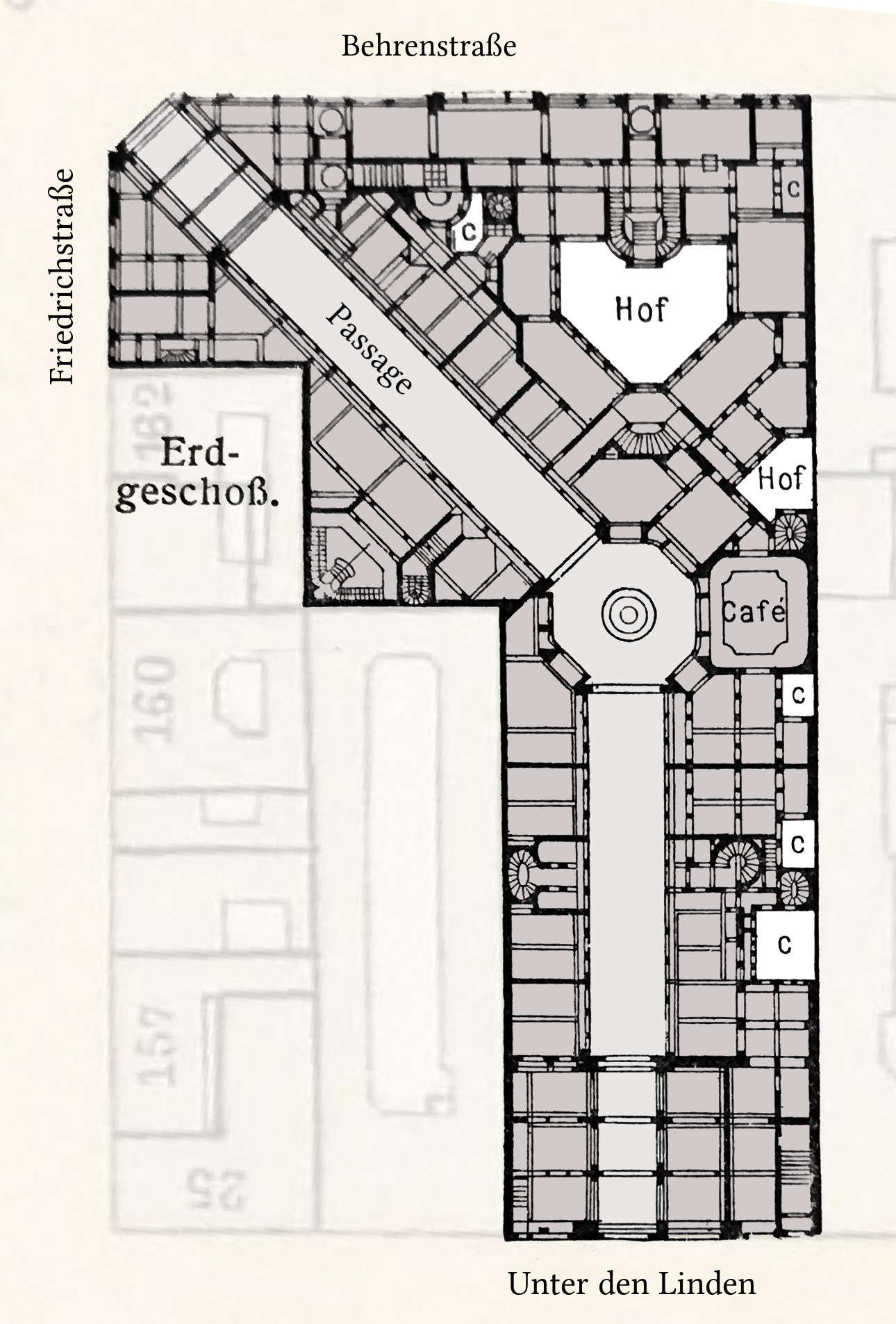
Grundriss der Kaiser-Galerie, gesüdet, um 1900

Die Eröffnung durch den Kaiser, der auch Mitglied des ersten Aufsichtsrates war, verschaffte dem Bauwerk mit seinen prunkvoll gestalteten und bildkünstlerisch geschmückten Innen- und Außenfassaden aus Sandstein und Terrakotta von vornherein beachtliche Prominenz; die Kaisergalerie war die Besucher-Attraktion in Berlin. In der Passage befanden sich ein Konzertsaal, Restaurants, ein Hotel, Büroräumlichkeiten sowie die moderne Einkaufspassage mit mehr als fünfzig Läden und Cafés. Der Festsaal war von dem bekannten Berliner Dekorations- und Kunstmaler Oskar Begas ausgestaltet worden. Zu den mit der Zeit dazugekommenen Attraktionen gehörten das Panoptikum und das Wachsfigurenkabinett der Brüder Castan sowie die Ausstellungsräume des Kunstmalers Arthur Fischer. Seit der Wende zum 20. Jahrhundert gab es dort das Passage-Theater und von 1915 bis etwa Mitte der 1920er Jahre das Linden-Cabaret. Um 1910 gab es das Passage-Panopticum in dem Gebäude.

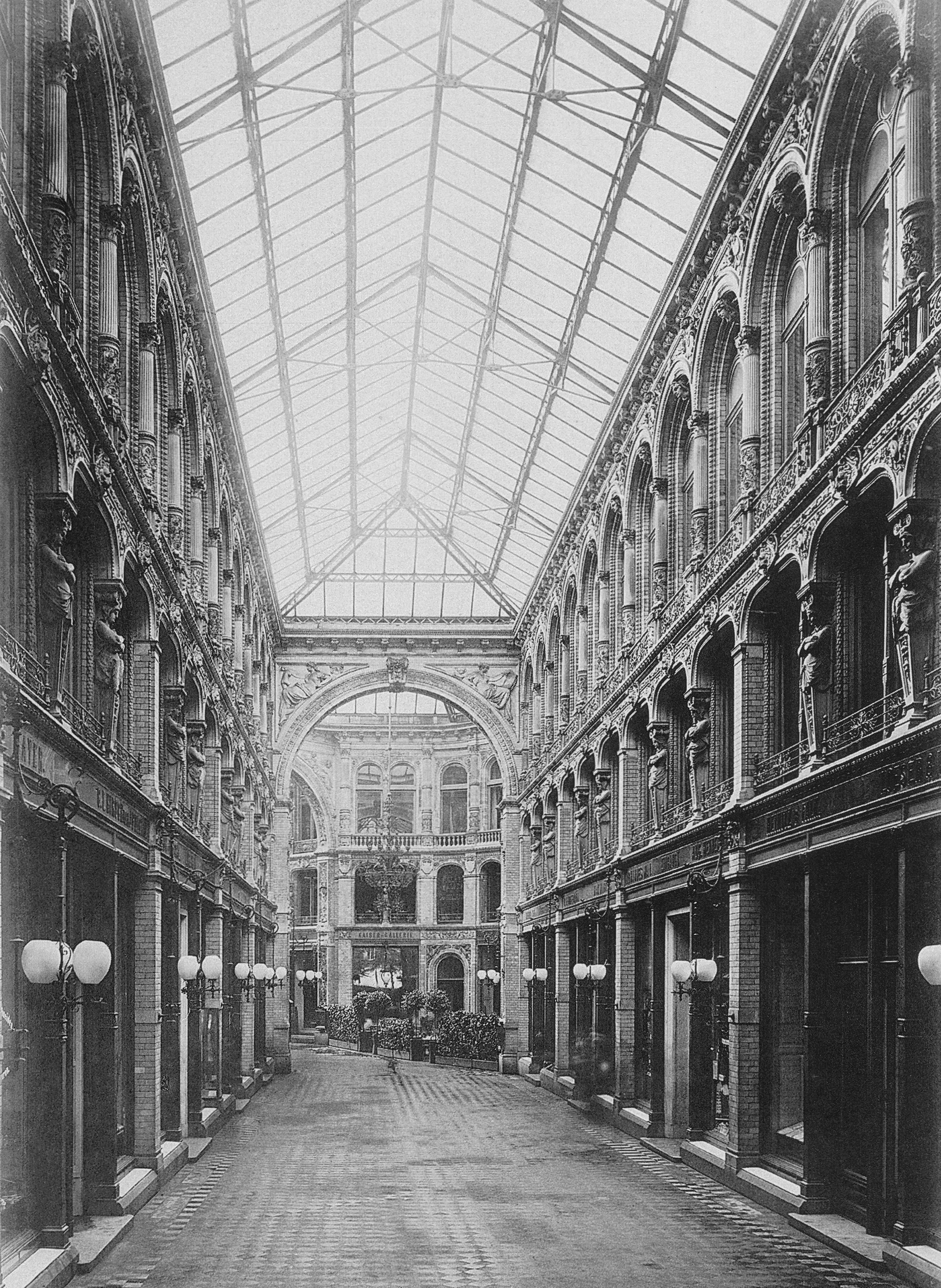
Das Innere der Kaisergalerie, 1881

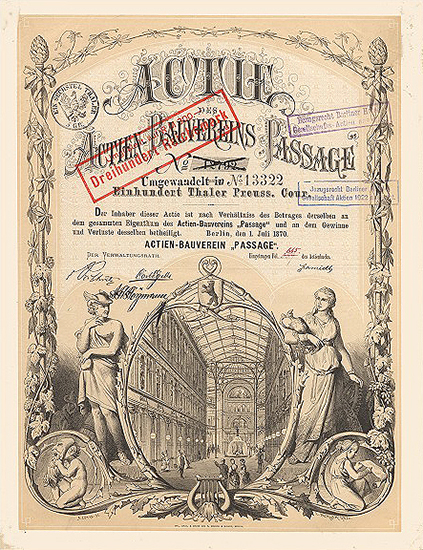
Aktie des Actien-Bauvereins Passage über 100 Thaler, Berlin,
1. Juli 1870

Die eigentliche Galerie war ein architektonisch aufwendig gestalteter und mit Glas überdeckter Gang. Er war 7,85 Meter breit und maß 13,5 Meter bis zur Oberkante des Hauptgesimses beziehungsweise 16 Meter bis zum Scheitel des Glasdaches. Die beiden Arme des Durchgangs trafen sich in einem achteckigen Kuppelraum. Anlässlich der Berliner Gewerbeausstellung im Jahr 1879 wurden neuentwickelte Bogenlampen der Firma Siemens & Halske für die Innenbeleuchtung verwendet. Damit wirkte das Innere heller als das Tageslicht auf offener Straße.
Wirtschaftlich war der Lindenpassage zunächst nur mäßiger Erfolg beschieden. Große Leerstände bei den Läden und Schwierigkeiten im Hotel- und Restaurantgeschäft brachten die Gesellschaft mehrfach an den Rand des Ruins.
Alfred Grenander gestaltete die Passage zwischen 1930 und 1931 durchgreifend im Stil der Neuen Sachlichkeit um, was von Siegfried Kracauer kritisiert wurde. Bei einem alliierten Luftangriff wurde das Gebäude 1943 bis auf einen Rest zerstört und brannte 1945 vollständig ab. Die Ruine wurde 1957 abgetragen. 
Unter Leitung von Erhardt Gißke wurde zu Zeiten der DDR das Interhotel Grand Hotel Berlin, das heutige Westin Grand Berlin, am Standort der ehemaligen Kaisergalerie errichtet.